# پاتریک مارنهام
پاتریک مارنهام (انگلیسی: Patrick Marnham) نویسنده انگلیسی، روزنامه‌نگار و بیوگرافی نویسی که در درجه اول برای نوشتن زندگی‌نامه خود مشهور شده‌است. او موضوعات مختلفی مانند دیه‌گو ریورا، جرج سیمونون، ژان مولن و مری وسلی را به رشته تحریر درآورده است. بعنوان یک روزنامه‌نگار او در روزنامه‌های چشم خصوصی، مستقل و تماشاگر و چندین روزنامه دیگر کار کرده‌است. او به عنوان سردبیر ادبی در روزنامه تماشاگر و بعنوان خبرنگار در روزنامه «مستقل» در پاریس خدمت کرده‌است. کتاب‌های او جوایز کتاب سفر توماس کوک و مارش بیوگرافی را دریافت کرد.
او به همراه ریچارد وست و اوبرون ووه، یکی از سه امضاء کننده نامه به روزنامه تایمز برای برپایی یک بنای یادبود و تقدیر از کسانی بود که بخاطر کنفرانس یالتا به کشور بازگشته بودند. این بنا در سال ۱۹۸۶ ساخته شد.

## کتاب‌ها
- جاده ای به کاتماندو
- تهاجم خارق‌العاده: فرستاده‌ها از آفریقای معاصر (۱۹۸۰)
- لوردس، زیارت مدرن (۱۹۸۰)
- داستان چشم خصوصی: ۲۱ سال اول (۱۹۸۲)
- پس از خدا: سفر به آمریکای مرکزی (۱۹۸۵)
- محاکمه هاوک: در گامهای لرد لوکان (۱۹۸۸)
- جنایت و آکادمی فرانسه: اعزام از پاریس (۱۹۹۳)
- مردی که کاراگاه میگرت نبود: پرتره ژرژ سیمونون (۱۹۹۳)
- رؤیا با چشم باز: زندگی دیه گو ریورا (۱۹۹۸)
- مرگ ژان مولن: بیوگرافی یک روح (۲۰۰۰)
- مقاومت و خیانت: مرگ و زندگی بزرگترین قهرمان مقاومت فرانسه (۲۰۰۰)
- مری وحشی: زندگی مری وسلی (۲۰۰۶)
- رقص مار: سفر در زیر آسمان هسته ای (۲۰۱۳)
- نامه‌های مری وسلی و اریک سیپمن ۱۹۴۴–۱۹۶۷ (۲۰۱۷)

## جوایز
- برنده جایزه در سال ۱۹۸۵ توماس کوک بخاطر کتاب «پس از خدا: سفر به آمریکای مرکزی»
- برنده جایزه بیوگرافی مارش بخاطر کتاب « مردی که کارآگاه میگرت نبود: پرتره جورج سیمونون »